# Svart stilettorm
Svart stilettorm (Atractaspis coalescens), är en ormart inom familjen stilettormar och tillhör släktet jordhuggormar.

## Kännetecken
Ormen är giftig och har som andra jordhuggormar en speciell utfällbar huggtand och ska därför inte hållas bakom huvudet, vilket ingen orm bör göras eftersom de då kan skadas.

## Utbredning
Arten lever i Kamerun. Typisk terräng som i Bangwa.

## Hot
Ormen lever på ett mycket begränsat område.

## Levnadssätt
Grävande orm, fortplantningen är förmodligen ovipari som de andra arterna i släktet jordhuggormar. Födan består av andra marklevande reptiler, gnagare och groddjur som finns i utbredningsområdet.